# Boghicea
Boghicea est une commune roumaine du județ de Neamț, dans la région historique de Moldavie et dans la région de développement du Nord-Est.

## Géographie
La commune de Boghicea est située à l'est du județ, à la limite avec le județ de Iași, sur le plateau moldave, à 18 km au nord-est de Roman et à 67 km au nord-est de Piatra Neamț, le chef-lieu du județ.
La municipalité est composée des quatre villages suivants (population en 1992) :
- Boghicea (1 229), siège de la municipalité ;
- Căușeni ;
- Nistria (271) ;
- Slobozia.

## Histoire
Le village s'est formé autour d'un ermitage. En 1784, une église en pierres fut construite sur les lieux grâce à Gheorghe Stroescu et sa femme qui en financèrent la construction.
En avril 1944, la zone fut le théâtre d'une bataille de chars entre l'Armée rouge et l'armée roumaine encore fidèle à l'Allemagne.
La commune de Boghicea est née en 2004 de la séparation des villages de Boghicea, Căușeni, Nistria et Slobozia de la commune de Bâra.

## Politique
| Période                                  | Période  | Identité      | Étiquette | Qualité |
| ---------------------------------------- | -------- | ------------- | --------- | ------- |
| Les données manquantes sont à compléter. |          |               |           |         |
|                                          | 2016     | Eugen Mihai   | PSD       |         |
| 2016                                     | En cours | Mihai Cazamir | PNL       |         |

| Parti | Parti                        | Sièges |
| ----- | ---------------------------- | ------ |
|       | Parti social-démocrate (PSD) | 5      |
|       | Parti national libéral (PNL) | 6      |

## Démographie
En 2002, On comptait 935 ménages et 925 logements.
| 2002  | 2007  |
| ----- | ----- |
| 2 537 | 2 604 |

## Économie
L'économie de la commune repose sur l'agriculture, l'élevage et l'exploitation des forêts..